# 港景峯

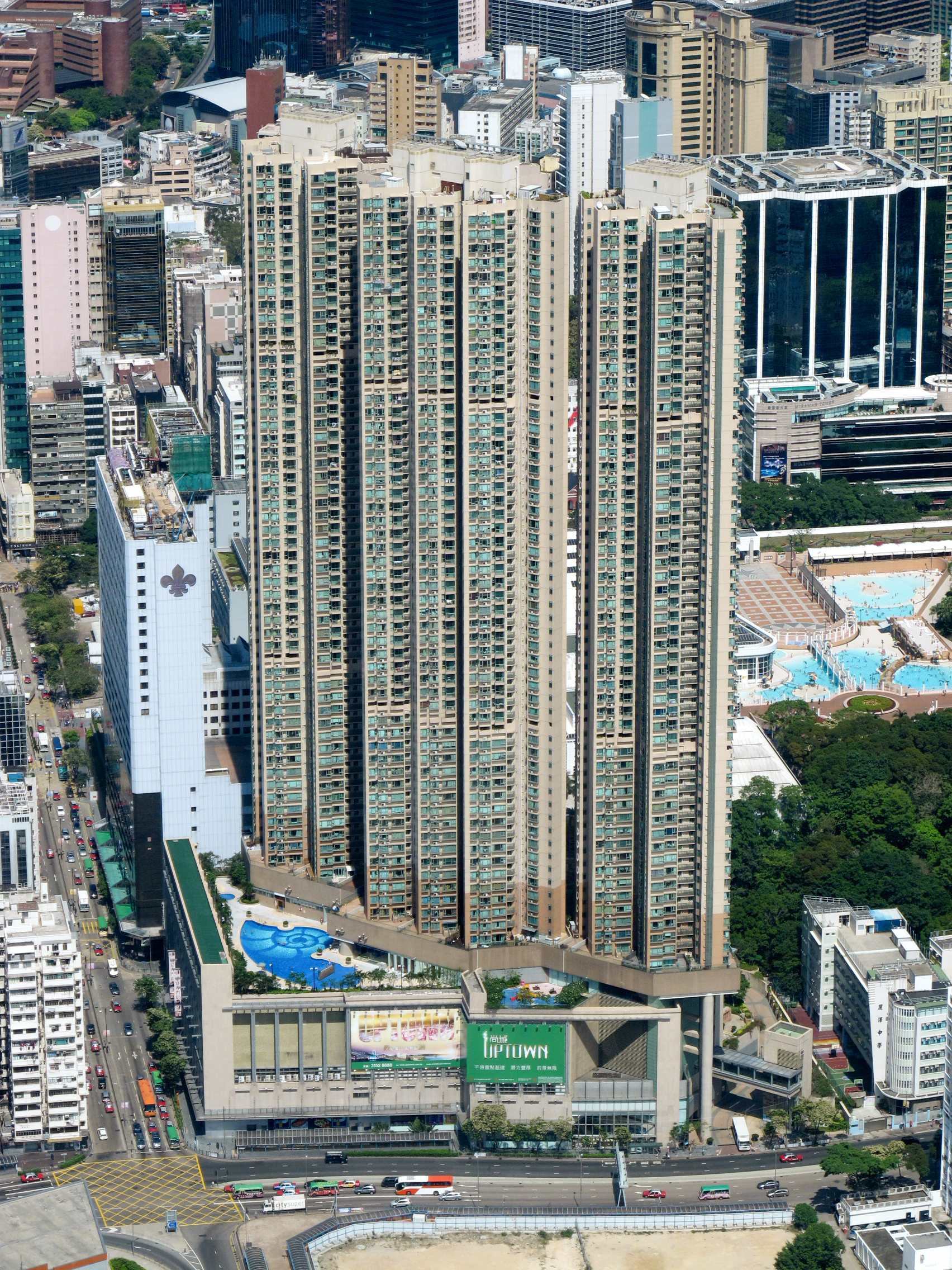
港景峯西北面

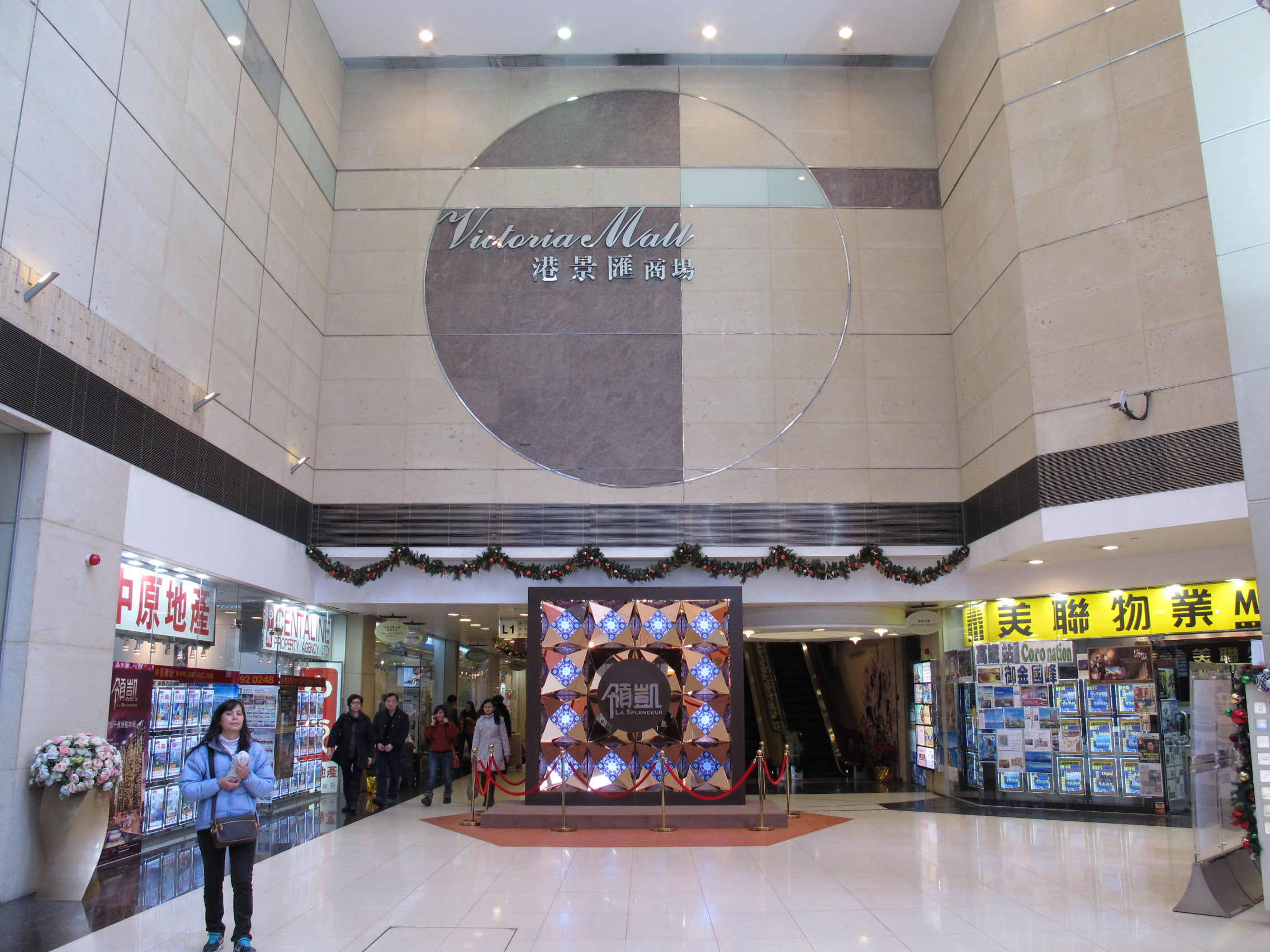
港景峯基座商場為「港景匯」

港景峯（英語：The Victoria Towers），位於香港九龍尖沙咀廣東道188號，廣東道與柯士甸道交界，由3幢樓高62層組成的高尚住宅，共提供987個單位。為長江實業、和記黃埔及中信泰富的住宅項目；此項目由許李嚴建築師事務（嚴迅奇）設計。於2002年9月入伙。港景峯設有5萬呎的住客會所，此外還設有停車場連接港景匯商場。

## 港景匯商場
港景峰基座設有3層高的購物商場，名為「港景匯商場」。該商場比一般其他中小型面積的商場如海逸坊、宇晴匯、盈暉薈等商店類型較少，而且人流也比較冷清。商場開業初期除了設有百佳超級廣場、金龍船海鮮酒家及其他小型商店（以地產代理商為主）之外，還開設數間食肆。
2007年2月，位於2樓的百佳超級廣場結業後該舖位並一直騰空至今。翌年百佳超級市場在港景匯商場地下重開。直到2014年搬回2樓一個細小舖位後並升格為Fusion。另一方面，金龍船海鮮酒家結業後原址曾開設煌府婚宴專門店。而場內的食肆隨後也幾乎全數結業。
此外，香港城市大學專業進修學院曾租用港景匯商場3樓用作語文（中文、英文或普通話）相關課程用。

## 歷史
港景峯原址為廣東道警察宿舍，1997年停用，拍攝電影《98古惑仔：龍爭虎鬥》（充當「灣仔警署」）後拆卸，土地在1999年以招標方式售予長江實業為首的私人發展商，並改建成為今日的港景峯。

## 特色
3幢住宅樓高62層，約213米，在全香港大廈高度中排29位。由於九龍啟德機場搬遷之後，建築物高度放寬，所以就尖沙咀而言，港景峯有開揚景觀，其高度亦令她成為地標之一。

## 事件
2006年3月17日凌晨，在港景峯對開的一條行人隧道內，發生了警員槍戰事件。兩名當值軍裝警員曾國恆及冼家強與休班警員徐步高相遇並互相槍擊，結果兩名當值警員之一的曾國恆及徐步高中槍不治，而冼家強則受重傷。

## 參看
- 香港摩天大樓

## 外部連結
- 港景峯 位置地圖 （页面存档备份，存于）